# Copa do Mundo de ciclismo em pista de 2003
A Copa do Mundo de ciclismo em pista de 2003 é uma competição de ciclismo em pista organizada pela União Ciclista Internacional. A temporada tve início em 14 de fevereiro de 2003 e finalizou a 18 de maio de 2003.

## Classificação por país
| Faixa | País           | Moscovo | Aguascalientes | Cidade do Cabo | Sydney | Total |
| ----- | -------------- | ------- | -------------- | -------------- | ------ | ----- |
| 1     | Alemanha       |         |                |                |        | 379   |
| 2     | Austrália      |         |                |                |        | 336   |
| 3     | França         |         |                |                |        | 288   |
| 4     | Rússia         |         |                |                |        | 265   |
| 5     | Países Baixos  |         |                |                |        | 229   |
| 6     | Reino Unido    |         |                |                |        | 182   |
| 7     | Espanha        |         |                |                |        | 175   |
| 8     | Ucrânia        |         |                |                |        | 174   |
| 9     | Nova Zelândia  |         |                |                |        | 131   |
| 10    | Estados Unidos |         |                |                |        | 131   |

## Homens

### Quilómetro

#### Resultados
| Data           | Lugar          | Vencedor     | Segundo         | Terceiro         |
| -------------- | -------------- | ------------ | --------------- | ---------------- |
| fevereiro 2003 | Moscovo        | Stefan Nimke | Theo Bos        | Grzegorz Krejner |
| março 2003     | Aguascalientes | Jamie Staff  | Sören Lausberg  | Wilson Meneses   |
| abril 2003     | Cidade do Cabo | Chris Hoy    | Stefan Nimke    | Shane Kelly      |
| maio 2003      | Sydney         | Shane Kelly  | Mathieu Mandard | Wilson Meneses   |

#### Classificação
| Pos. | Ciclista     | Mos | Agu | Cabo | Syd | Pts |
| 1.   | Stefan Nimke |     |     |      |     |     |
| 2.   | Ahmed López  |     |     |      |     |     |
| 3.   | Shane Kelly  |     |     |      |     |     |

### Keirin

#### Resultados
| Data           | Lugar          | Vencedor              | Segundo          | Terceiro         |
| -------------- | -------------- | --------------------- | ---------------- | ---------------- |
| fevereiro 2003 | Moscovo        | René Wolff            | Josiah Ng On Lam | Ivan Vrba        |
| março 2003     | Aguascalientes | Keiichiro Yaguchi     | Jan van Eijden   | Jarosiav Jerabek |
| abril 2003     | Cidade do Cabo | José Antonio Escuredo | Martin Benjamin  | Peter Bazalik    |
| maio 2003      | Sydney         | Jens Fiedler          | Toshiaki Fushimi | Ryan Bayley      |

#### Classificação
| Pos. | Ciclista              | Mos | Agu | Cabo | Syd | Pts |
| 1.   | Josiah Ng On Lam      |     |     |      |     |     |
| 2.   | José Antonio Escuredo |     |     |      |     |     |
| 3.   | Ryan Bayley           |     |     |      |     |     |

### Velocidade individual

#### Resultados
| Data           | Lugar          | Vencedor         | Segundo          | Terceiro         |
| -------------- | -------------- | ---------------- | ---------------- | ---------------- |
| fevereiro 2003 | Moscovo        | Laurent Gané     | Pavel Buráň      | Jaroslav Jerabek |
| março 2003     | Aguascalientes | Mark French      | Jamie Staff      | Arnaud Dublé     |
| abril 2003     | Cidade do Cabo | Mickaël Bourgain | Janoslav Jerabek | Jan van Eijden   |
| maio 2003      | Sydney         | René Wolff       | Mark French      | Ross Edgar       |

#### Classificação
| Pos. | Ciclista         | Mos | Agu | Cabo | Syd | Pts |
| 1.   | Mark French      |     |     |      |     |     |
| 2.   | Jaroslav Euřábek |     |     |      |     |     |
| 3.   | Pavel Buráň      |     |     |      |     |     |

### Velocidade por equipas

#### Resultados
| Data              | Lugar          | Vencedor                                                                             | Segundo                                                            | Terceiro                                                          |
| ----------------- | -------------- | ------------------------------------------------------------------------------------ | ------------------------------------------------------------------ | ----------------------------------------------------------------- |
| fevereiro de 2003 | Moscovo        | Espanha · José Antonio Villanueva · José Antonio Escuredo · Salvador Melia Mangrinan | Polónia · Grzegorz Krejner · Łukasz Kwiatkowski · Grzegorz Trebski | Japão · Yuichiro Kamiyama · Tomohiro Nagatsuka · Toshiaki Fushimi |
| março de 2003     | Aguascalientes | França · Arnaud Dublé · Matthieu Mandard · François Pervis                           | Eslováquia · Jarosiav Jerabek · Peter Bazalik · Jan Lepka          | Alemanha · Sören Lausberg · Jan van Eijden · Matthias John        |
| abril de 2003     | Cidade do Cabo | Reino Unido · Jamie Staff · Chris Hoy · Jason Queally                                | Alemanha · Stefan Nimke · Carsten Bergemann · Matthias John        | Austrália · Ryan Bayley · Shane Kelly · Mark French               |
| maio de 2003      | Sydney         | Japão · Toshiaki Fushimi · Kiyofumi Nagai · Tomohiro Nagatsuka                       | Austrália · Ryan Bayley · Mark French · Shane Kelly                | Alemanha · Jens Fiedler · Michael Seidenbecher · René Wolff       |

#### Classificação
| Pos. | Equipa   | Mos | Agu | Cabo | Syd | Pts |
| 1.   | Japão    |     |     |      |     |     |
| 2.   | Alemanha |     |     |      |     |     |
| 3.   | França   |     |     |      |     |     |

### Perseguição individual

#### Resultados
| Data              | Lugar          | Vencedor        | Segundo         | Terceiro         |
| ----------------- | -------------- | --------------- | --------------- | ---------------- |
| fevereiro de 2003 | Moscovo        | Sergi Escobar   | Jens Lehmann    | Volodymyr Dyudya |
| março de 2003     | Aguascalientes | Vasil Kiryienka | Hayden Godfrey  | Paul Manning     |
| abril de 2003     | Cidade do Cabo | Luke Roberts    | Jerome Neuville | Sergi Escobar    |
| maio de 2003      | Sydney         | Mark Jamieson   | Hayden Godfrey  | Guido Fulst      |

#### Classificação
| Pos. | Ciclista       | Mos | Agu | Cabo | Syd | Pts |
| 1.   | Hayden Godfrey |     |     |      |     |     |
| 2.   | Sergi Escobar  |     |     |      |     |     |
| 3.   | Luke Roberts   |     |     |      |     |     |

### Perseguição por equipas

#### Resultados
| Data              | Lugar          | Vencedor                                                                                | Segundo                                                                    | Terceiro                                                                                 |
| ----------------- | -------------- | --------------------------------------------------------------------------------------- | -------------------------------------------------------------------------- | ---------------------------------------------------------------------------------------- |
| fevereiro de 2003 | Moscovo        | Rússia · Alexei Markov · Alexander Serov · Sergueï Klimov · Nikita Eskov                | Alemanha · Jens Lehmann · Guido Fulst · Sebastian Siedler · Christian Bach | Ucrânia · Volodymyr Dyudya · Roman Kononenko · Sergiy Chernyavskyy · Volodymyr Zagorodny |
| março de 2003     | Aguascalientes | Colômbia · Alexander González · José Serpa · Carlos Alzate · Juan Pablo Forero          | Reino Unido · Bryan Steel · Tony Gibb · Paul Manning · Steve Cummings      | Bielorrússia · Siarhei Daubniuk · Yauhen Sobal · Viktar Rapinski · Vasil Kiryienka       |
| abril de 2003     | Cidade do Cabo | Ucrânia · Alexandre Symonenko · Volodymyr Zagorodny · Volodymyr Dyudya · Vitaliy Popkov | Reino Unido · Bryan Steel · Tony Gibb · Paul Manning · Kieran Página       | Austrália · Luke Roberts · Peter Dawson · Mark Jamieson · Ashley Hutchinson              |
| maio de 2003      | Sydney         | Nova Zelândia · Heath Blackgrove · Hayden Godfrey · Marc Ryan · Lee Vertongen           | Alemanha · Marc Altmann · Guido Fulst · Leif Lampater · Andreas Müller     | Austrália · Mark Jamieson · Bradley Norton · Chris Pascoe · Christopher Sutton           |

#### Classificação
| Pos. | Equipa   | Mos | Agu | Man | Cabo | Pts |
| 1.   | Alemanha |     |     |     |      |     |
| 2.   | Rússia   |     |     |     |      |     |
| 3.   | Ucrânia  |     |     |     |      |     |

### Corrida por pontos

#### Resultados
| Data              | Lugar          | Vencedor         | Segundo         | Terceiro          |
| ----------------- | -------------- | ---------------- | --------------- | ----------------- |
| fevereiro de 2003 | Moscovo        | Matthew Gilmore  | Joan Llaneras   | Mikhail Ignatiev  |
| março de 2003     | Aguascalientes | Leonardo Duque   | Juan Curuchet   | Chris Newton      |
| abril de 2003     | Cidade do Cabo | Mark Renshaw     | Andreas Müller  | Franck Perque     |
| maio de 2003      | Sydney         | Mikhail Ignatiev | Volodymyr Rybin | Gregory Henderson |

#### Classificação
| Pos. | Ciclista         | Mos | Agu | Cabo | Syd | Pts |
| 1.   | Mikhail Ignatiev |     |     |      |     |     |
| 2.   | Volodymyr Rybin  |     |     |      |     |     |
| 3.   | Juan Curuchet    |     |     |      |     |     |

### Scratch

#### Resultados
| Data              | Lugar          | Vencedor            | Segundo             | Terceiro              |
| ----------------- | -------------- | ------------------- | ------------------- | --------------------- |
| fevereiro de 2003 | Moscovo        | Robert Slippens     | Alex Rasmussen      | Franck Perque         |
| março de 2003     | Aguascalientes | Miguel Alzamora     | Franco Marvulli     | Walter Fernando Pérez |
| abril de 2003     | Cidade do Cabo | Alexander Aeschbach | Jean-Pierre van Zyl | Jeroen Straathof      |
| maio de 2003      | Sydney         | Gregory Henderson   | Roland Garber       | Andreas Müller        |

#### Classificação
| Pos. | Ciclista          | Mos | Agu | Cabo | Syd | Pts |
| 1.   | Roland Garber     |     |     |      |     |     |
| 2.   | Noriyuki Iijima   |     |     |      |     |     |
| 3.   | Gregory Henderson |     |     |      |     |     |

### Americanas

#### Resultados
| Data              | Lugar          | Vencedor                                          | Segundo                                       | Terceiro                                           |
| ----------------- | -------------- | ------------------------------------------------- | --------------------------------------------- | -------------------------------------------------- |
| fevereiro de 2003 | Moscovo        | Alemanha · Guido Fulst · Andreas Müller           | Países Baixos · Robert Slippens · Danny Stam  | Dinamarca · Jimmy Hansen · Alex Rasmussen          |
| março de 2003     | Aguascalientes | Argentina · Juan Curuchet · Walter Fernando Pérez | Espanha · Joan Llaneras · Miguel Alzamora     | França · Franck Perque · Jerome Neuville           |
| abril de 2003     | Cidade do Cabo | Argentina · Walter Fernando Pérez · Juan Curuchet | Suíça · Alexander Aeschbach · Franco Marvulli | Espanha · Isaac Galvez Lopez · Joan Llaneras       |
| maio de 2003      | Sydney         | Alemanha · Guido Fulst · Andreas Müller           | Austrália · Rodney McGee · Darren Young       | Países Baixos · Gideon De Jong · Geert Jan Jonkman |

#### Classificação
| Pos. | Equipa        | Mos | Agu | Cabo | Syd | Pts |
| 1.   | Alemanha      |     |     |      |     |     |
| 2.   | Argentina     |     |     |      |     |     |
| 3.   | Países Baixos |     |     |      |     |     |

## Mulheres

### 500 metros

#### Resultados
| Data              | Lugar          | Vencedor             | Segundo              | Terceiro         |
| ----------------- | -------------- | -------------------- | -------------------- | ---------------- |
| fevereiro de 2003 | Moscovo        | Natallia Tsylinskaya | Yonghua Jiang        | Katrin Meinke    |
| março de 2003     | Aguascalientes | Natallia Tsylinskaya | Nancy Contreras      | Tanya Lindenmuth |
| abril de 2003     | Cidade do Cabo | Nancy Contreras      | Natallia Tsylinskaya | Cuihua Jiang     |
| maio de 2003      | Sydney         | Nancy Contreras      | Yonghua Jiang        | Yvonne Hijgenaar |

#### Classificação
| Pos. | Ciclista             | Mos | Agu | Cabo | Syd | Pts |
| 1.   | Nancy Contreras      |     |     |      |     |     |
| 2.   | Natallia Tsylinskaya |     |     |      |     |     |
| 3.   | Lori-Ann Muenzer     |     |     |      |     |     |

### Keirin

#### Resultados
| Data              | Lugar          | Vencedor              | Segundo       | Terceiro         |
| ----------------- | -------------- | --------------------- | ------------- | ---------------- |
| fevereiro de 2003 | Moscovo        | Svetlana Grankovskaya | Clara Sanchez | Céline Nivert    |
| março de 2003     | Aguascalientes | Céline Nivert         | Li Na         | Tanya Lindenmuth |
| abril de 2003     | Cidade do Cabo | Daniela Larreal       | Katrin Meinke | Diana García     |
| maio de 2003      | Sydney         | Rosealee Hubbard      | Kerrie Meares | Christin Muche   |

#### Classificação
| Pos. | Ciclista                                       | Mos | Agu | Cabo | Syd | Pts |
| 1.   | Céline Nivert                                  |     |     |      |     |     |
| 2.   | Svetlana Grankovskaya                          |     |     |      |     |     |
| 3.   | Predefinição:Country data VÊEM Daniela Larreal |     |     |      |     |     |

### Velocidade individual

#### Resultados
| Data              | Lugar          | Vencedor              | Segundo               | Terceiro         |
| ----------------- | -------------- | --------------------- | --------------------- | ---------------- |
| fevereiro de 2003 | Moscovo        | Natallia Tsylinskaya  | Svetlana Grankovskaia | Katrin Meinke    |
| março de 2003     | Aguascalientes | Natallia Tsylinskaya  | Tanya Lindenmuth      | Nancy Contreras  |
| abril de 2003     | Cidade do Cabo | Svetlana Grankovskaya | Katrin Meinke         | Cuihua Jiang     |
| maio de 2003      | Sydney         | Nancy Contreras       | Victoria Pendleton    | Lori-Ann Muenzer |

#### Classificação
| Pos. | Ciclista              | Mos | Agu | Cabo | Syd | Pts |
| 1.   | Daniela Larreal       | 5   | 7   | 7    | 7   | 26  |
| 2.   | Svetlana Grankovskaya | 10  | 3   | 12   |     | 25  |
| 3.   | Natallia Tsylinskaya  | 12  | 12  |      |     | 24  |

### Velocidade por equipas

#### Resultados
| Data              | Lugar          | Vencedor                                                            | Segundo                                                                 | Terceiro                                                          |
| ----------------- | -------------- | ------------------------------------------------------------------- | ----------------------------------------------------------------------- | ----------------------------------------------------------------- |
| fevereiro de 2003 | Moscovo        | Rússia · Svetlana Grankovskaya · Tamilla Abassova · Oksana Grichina | Ucrânia · Irina Yanovich · Lyudmyla Vypyraylo · Sofiya Prychshepa       | Alemanha · Katrin Meinke · Susan Panzer · Christina Becker        |
| março de 2003     | Aguascalientes | Rússia · Elena Chalykh · Oksana Grishina · Yulia Arustamova         | Países Baixos · Anouska van der Zee · Yvonne Hijgenaar · Lado Koedooder | ?                                                                 |
| abril de 2003     | Cidade do Cabo | Alemanha · Katrin Meinke · Kathrin Freitag · Susan Panzer           | Rússia · Svetlana Grankovskaya · Yulia Aroustamova · Tamilla Abassova   | Austrália · Kerrie Meares · Anna Meares · Rochelle Gilmore        |
| maio de 2003      | Sydney         | Austrália · Rochelle Gilmore · Rosealee Hubbard · Kerrie Meares     | Rússia · Tamilla Abassova · Yulia Aroustamova · Oksana Grishina         | Ucrânia · Sofiya Pryshchepa · Lyudmyla Vypyraylo · Iryna Yanovych |

#### Classificação
| Pos. | Equipa    | Mos | Agu | Cabo | Syd | Pts |
| 1.   | Rússia    |     |     |      |     |     |
| 2.   | Austrália |     |     |      |     |     |
| 3.   | Ucrânia   |     |     |      |     |     |

### Perseguição individual

#### Resultados
| Data              | Lugar          | Vencedor        | Segundo               | Terceiro                |
| ----------------- | -------------- | --------------- | --------------------- | ----------------------- |
| fevereiro de 2003 | Moscovo        | Katherine Bates | Svetlana Ivahonenkava | Olga Slyusareva         |
| março de 2003     | Aguascalientes | Sarah Ulmer     | Erin Mirabella        | Barbeou Mazeikyte       |
| abril de 2003     | Cidade do Cabo | Karin Thürig    | Christina Becker      | Gema Pascual Torrecilla |
| maio de 2003      | Sydney         | Sarah Ulmer     | Diana Žiliūtė         | Amy Safe                |

#### Classificação
| Pos. | Ciclista            | Mos | Agu | Cabo | Syd | Pts |
| 1.   | Sarah Ulmer         |     |     |      |     |     |
| 2.   | Anouska van der Zee |     |     |      |     |     |
| 3.   | Christina Becker    |     |     |      |     |     |

### Corrida por pontos

#### Resultados
| Data           | Lugar          | Vencedor              | Segundo         | Terceiro              |
| -------------- | -------------- | --------------------- | --------------- | --------------------- |
| fevereiro 2003 | Moscovo        | Olga Slyusareva       | Adrie Visser    | Lyudmyla Vypyraylo    |
| março 2003     | Aguascalientes | Elena Chalykh         | Belem Guerreiro | Lado Koedooder        |
| abril 2003     | Cidade do Cabo | Svetlana Ivahonenkava | Vera Carrara    | Cathy Moncassin-Prima |
| maio 2003      | Sydney         | Vera Carrara          | Marion Clignet  | Sarah Ulmer           |

#### Classificação
| Pos. | Ciclista           | Mos | Agu | Cabo | Syd | Pts |
| 1.   | Vera Carrara       |     |     |      |     |     |
| 2.   | Marion Clignet     |     |     |      |     |     |
| 3.   | Lyudmyla Vypyraylo |     |     |      |     |     |

### Scratch

#### Resultados
| Data           | Lugar          | Vencedor           | Segundo                 | Terceiro        |
| -------------- | -------------- | ------------------ | ----------------------- | --------------- |
| fevereiro 2003 | Moscovo        | Lyudmyla Vypyraylo | Juliette Vandekerckhove | Adrie Visser    |
| março 2003     | Aguascalientes | Elena Chalykh      | Eleonora Soldo          | Belem Guerreiro |
| abril 2003     | Cidade do Cabo | Yulia Aroustamova  | Gema Pascual Torrecilla | Alison Wright   |
| maio 2003      | Sydney         | Victoria Pendleton | Rochelle Gilmore        | Sarah Ulmer     |

#### Classificação
| Pos. | Ciclista           | Mos | Agu | Cabo | Syd | Pts |
| 1.   | Gema Pascual       |     |     |      |     |     |
| 2.   | Lyudmyla Vypyraylo |     |     |      |     |     |
| 3.   | Adrie Visser       |     |     |      |     |     |